# Bucătăria arabă
Bucătăria arabă cuprinde produse culinare, comune lumii arabe, însă cu diverse varietăți regionale datorită răspândirii geografice foarte largi, din Maroc și Tunisia, trecând prin Egipt, Peninsula Arabică și până în Irak și chiar Turcia. 
Inițial, arabii din Peninsula Arabică aveau o dietă cu o varietate redusă care cuprinde în principal grâu, orz, orez și carne, cu accent pe produsele din iaurt, cum ar fi Labneh ( لبنة ) (iaurt fără grăsime). Ulterior gama de ingrediente crește, cele mai importante fiind:
- Carnea : carnea de miel și de pui sunt cele mai utilizate, iar carnea de vită și cea de cămilă sunt folosite într-o măsură mai mică. Carnea de porc este complet interzisă, pentru arabii musulmani, fiind un tabu cultural și interzisă în conformitate cu legea islamică; mulți arabi creștini evită, de asemenea, consumul de carne de porc, deoarece nu au dobândit un gust pentru ea, deși acest lucru nu este universal valabil, de multe ori, ca în cazul Libanului, se consumă mezeluri cu șuncă frecvent, mai ales, în cartierele creștine.[1]
- Produsele lactate : produsele lactate sunt utilizate pe scară largă, în special, iaurt și brânză albă. Untul și smântâna sunt, de asemenea, utilizate frecvent.
- Ierburile aromatice și condimentele : menta si cimbrul (de multe ori într-un amestec numit za'atar) sunt pe scară largă și aproape universal folosite; condimentele sunt folosite mult mai puțin decât în bucătăria indiană, dar cantitatea și tipul, în general, variază de la regiune la regiune. Cele mai folosite ierburi și condimente sunt: susanul, șofranul, curcuma, usturoiul, chimenul, scorțișoara și sumacul. Unele amestecuri de condimente includ și baharat.
- Băuturile: băuturile calde sunt utilizate mai mult decât cele reci, cafeaua, fiind în partea de sus a listei, mai ales în țările din Golf. Cu toate acestea, ceaiul este servit, de asemenea, în multe țări arabe. În Egipt și Iordania, de exemplu, ceaiul este o băutură caldă mai importantă decât cafea.
- Cerealele: orezul este utilizat pentru cele mai multe feluri de mâncare ca garnitură, iar grâul este principala sursă de pâine. Grișul este, de asemenea, utilizat pe scară largă.
- Leguminoasele: lintea este utilizate pe scară largă, precum și fasolea și năutul.
- Fructele și legumele: preparatele din bucătăria arabă favorizează, de asemenea, unele legume, cum ar fi castraveții, vinetele, dovleceii, bamele, ceapa și unele fructe (în primul rând citricele), care sunt adesea folosite drept condiment pentru măsline, alte fructe foarte populare sunt și smochinele sau rodiile.
- Nucile: migdalele, nucile de pin, fisticul, nucile și alunele sunt foarte populare.
- Verdețurile: pătrunjelul și menta sunt populare drept condiment în multe feluri de mâncăruri proaspete, în timp ce spanacul și mulukhiyah (frunze de plante de Corchorus), sunt folosite în mâncăruri gătite.
- Sosurile: Sosurile cele mai populare includ diferite combinații de ulei de măsline, suc de lămâie, pătrunjel, usturoi, tahini (pasta de susan) amestecate adesea cu iaurt.

Multe dintre condimentele folosite în bucătăria arabă sunt, de asemenea, cele din bucătăria indiană. Acesta este un rezultat al legăturilor istorice dintre cele două regiuni și, de asemenea, deoarece mulți expatriați din Asia de Sud trăiesc în statele arabe din Golf.

## Galerie

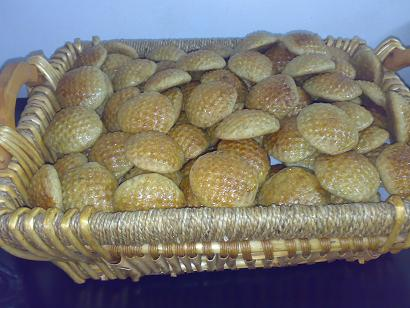
Kleeja كليجا
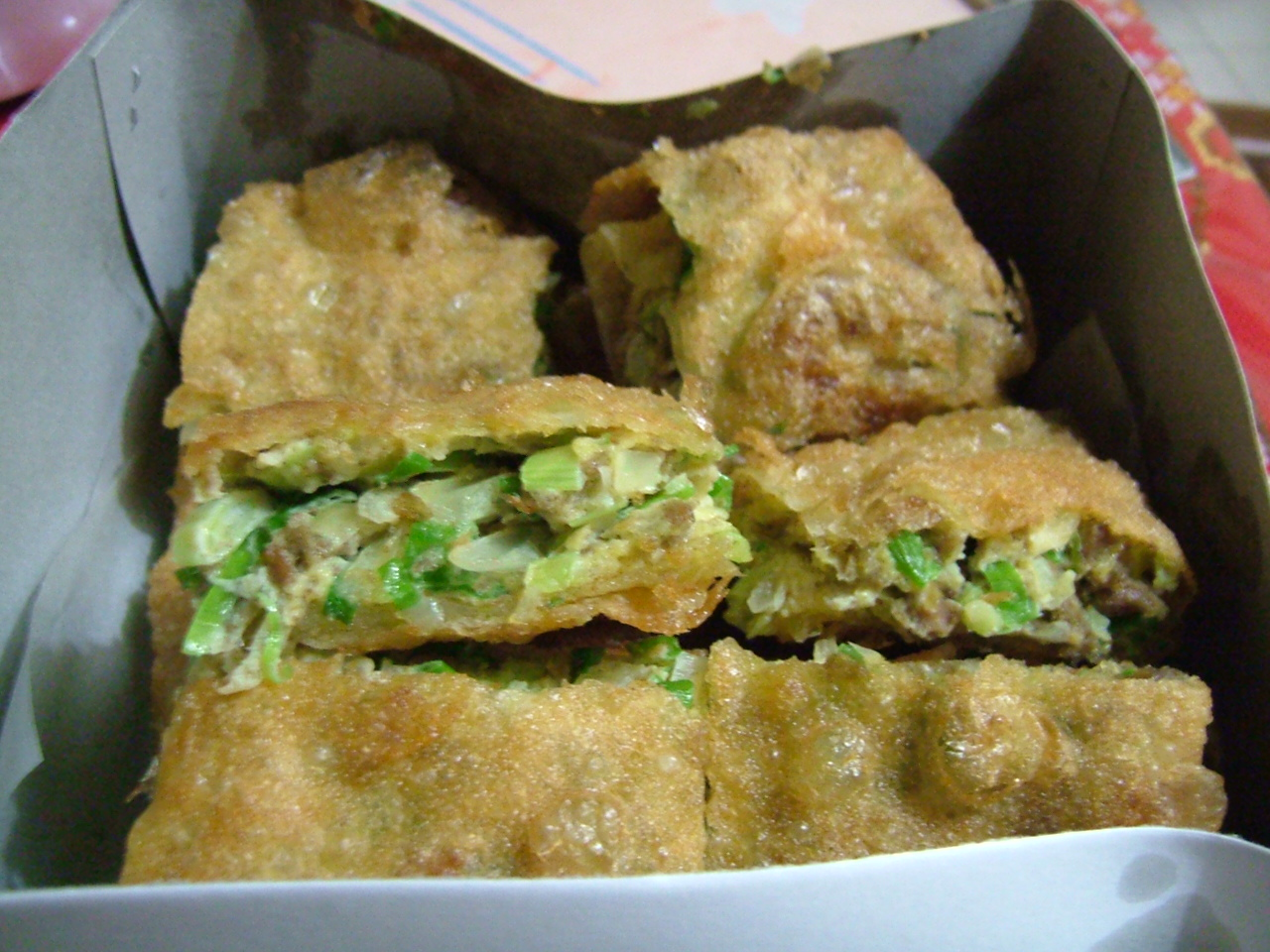
Murtabak مطبق
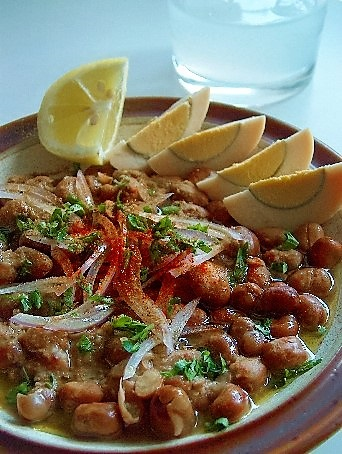
Ful Medames فول مدمس
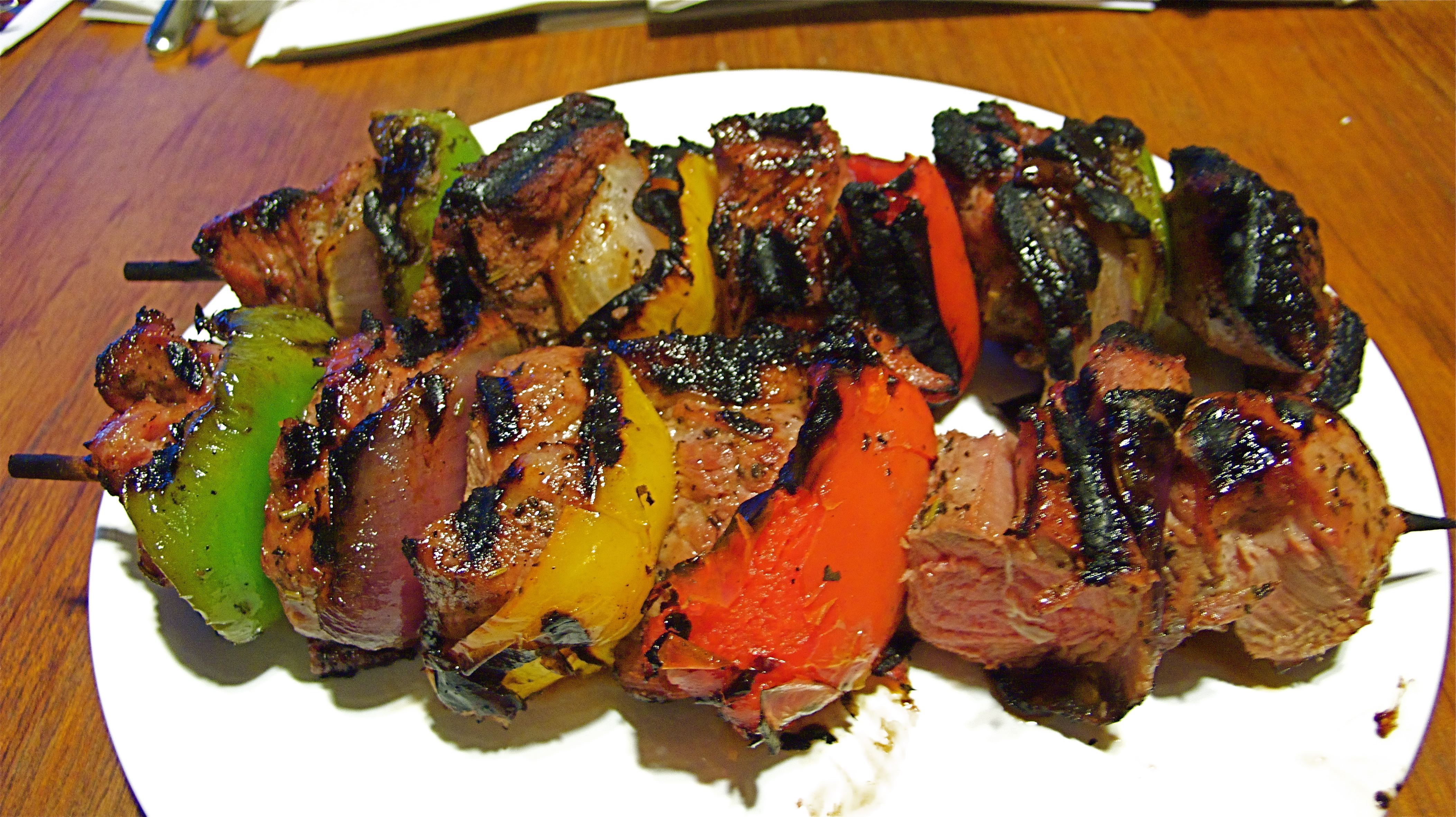
Shish kebab كباب
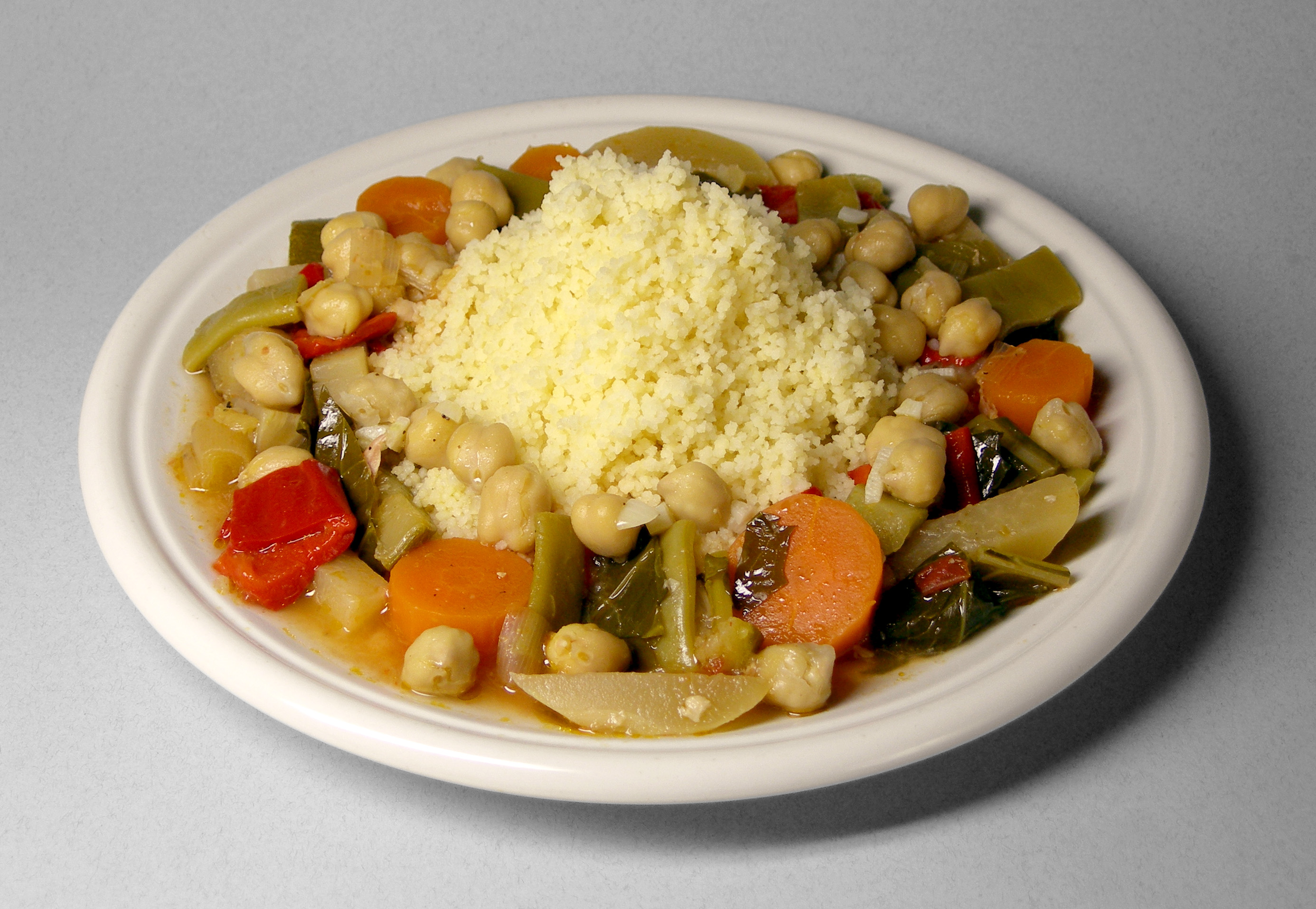
Cuscus كوسكوسي
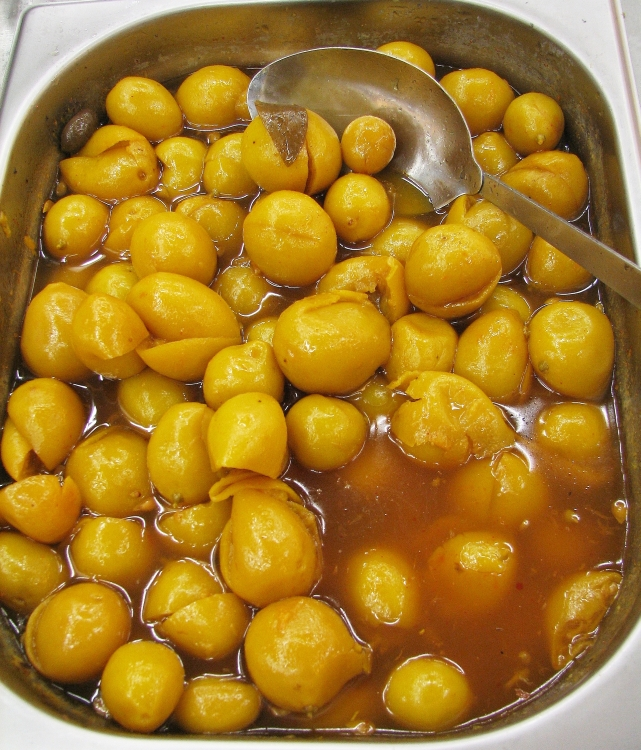
Lămâi în saramură ليمون مخلل
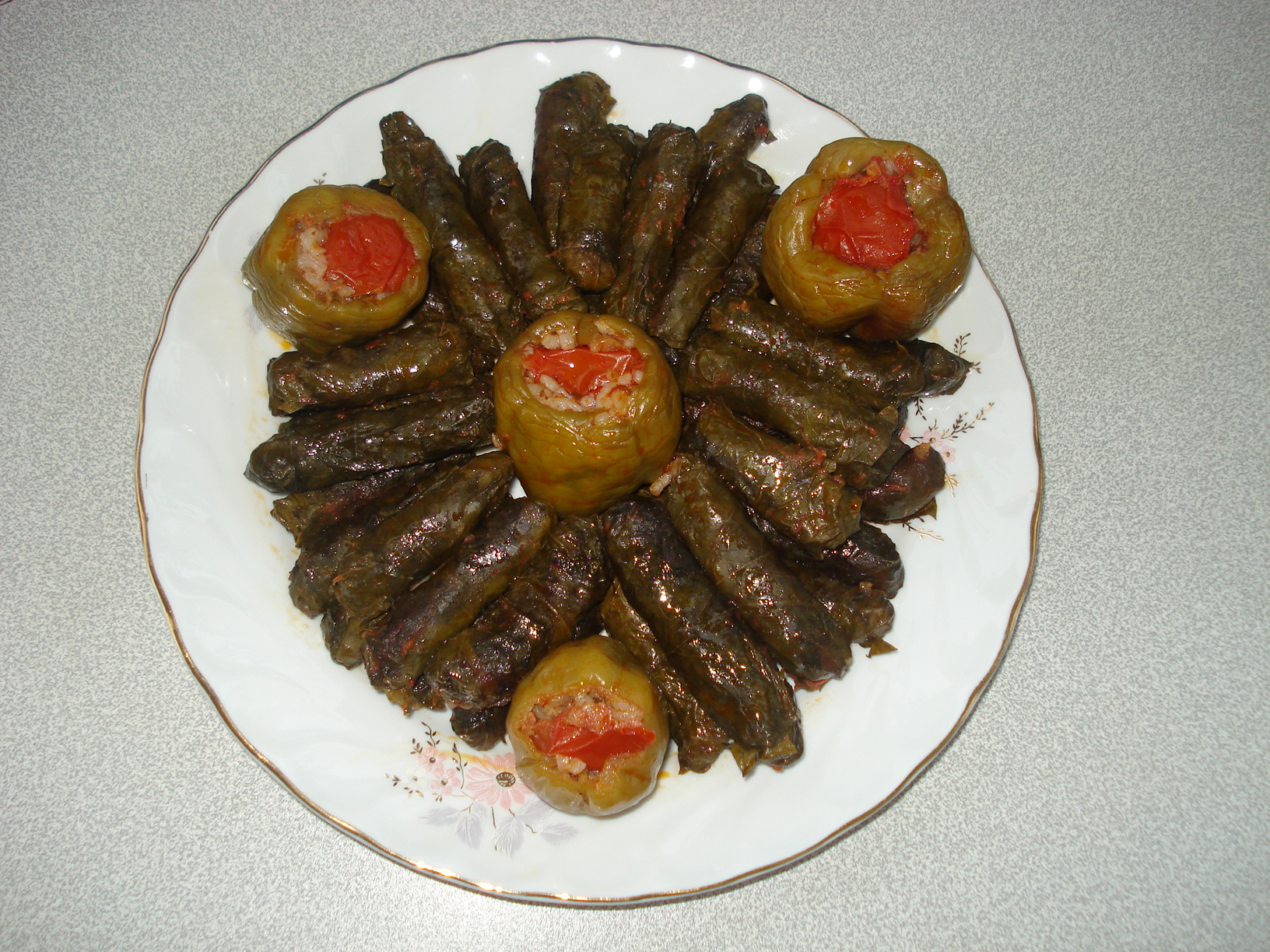
Dolma ضولمة
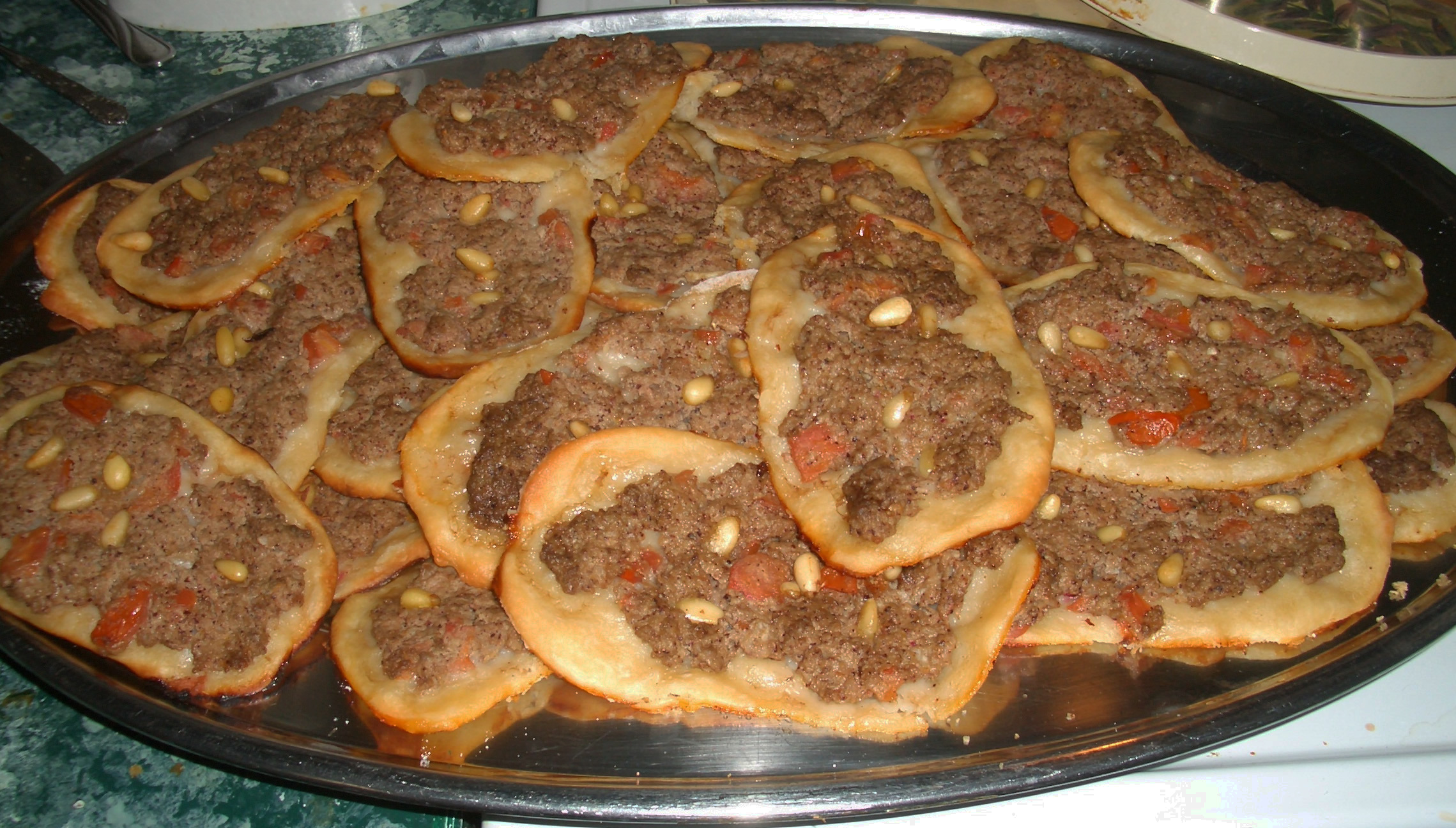
Lahm Ba'ajeen لحم بعجين
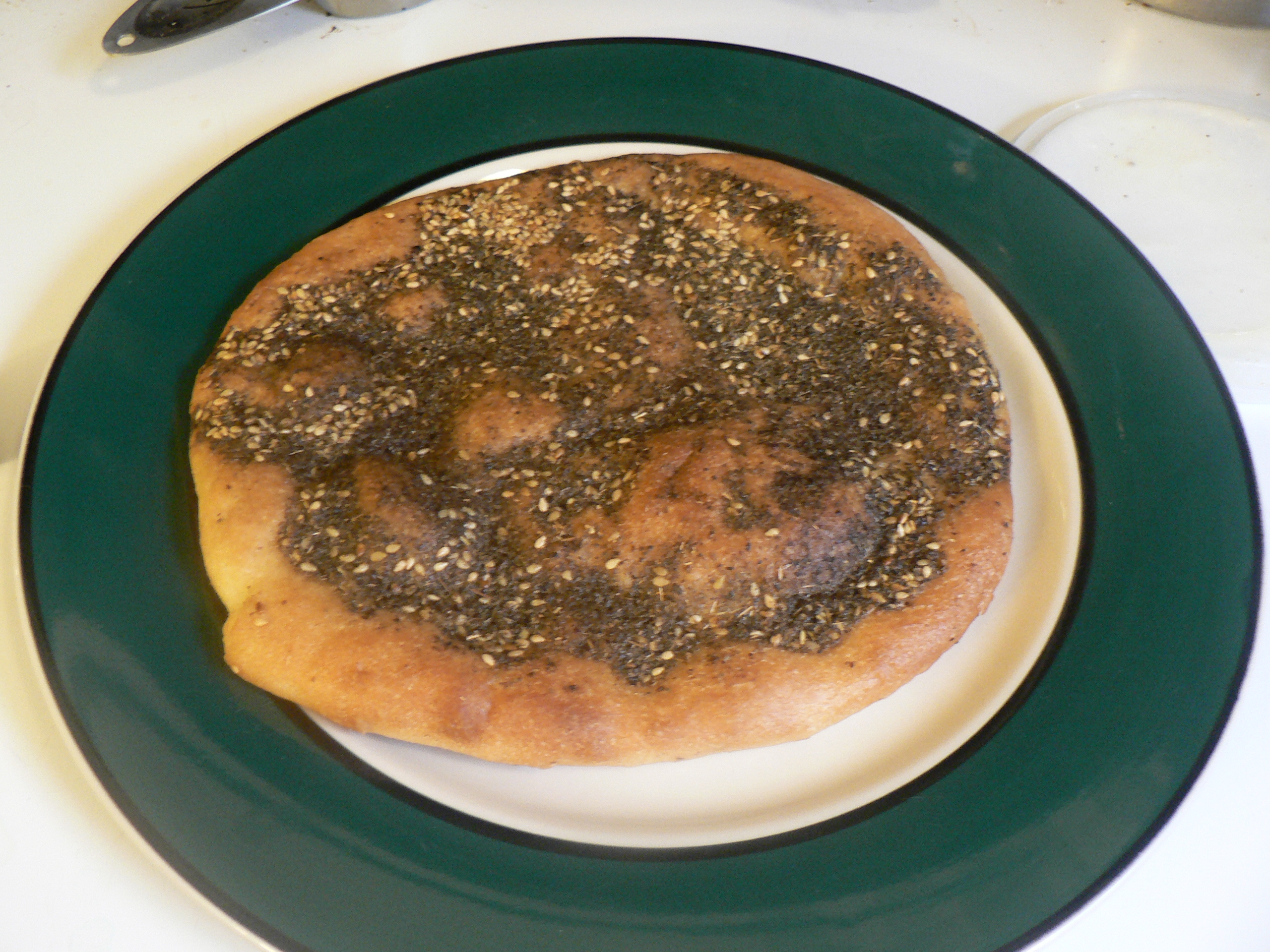
Manakish مناقيش
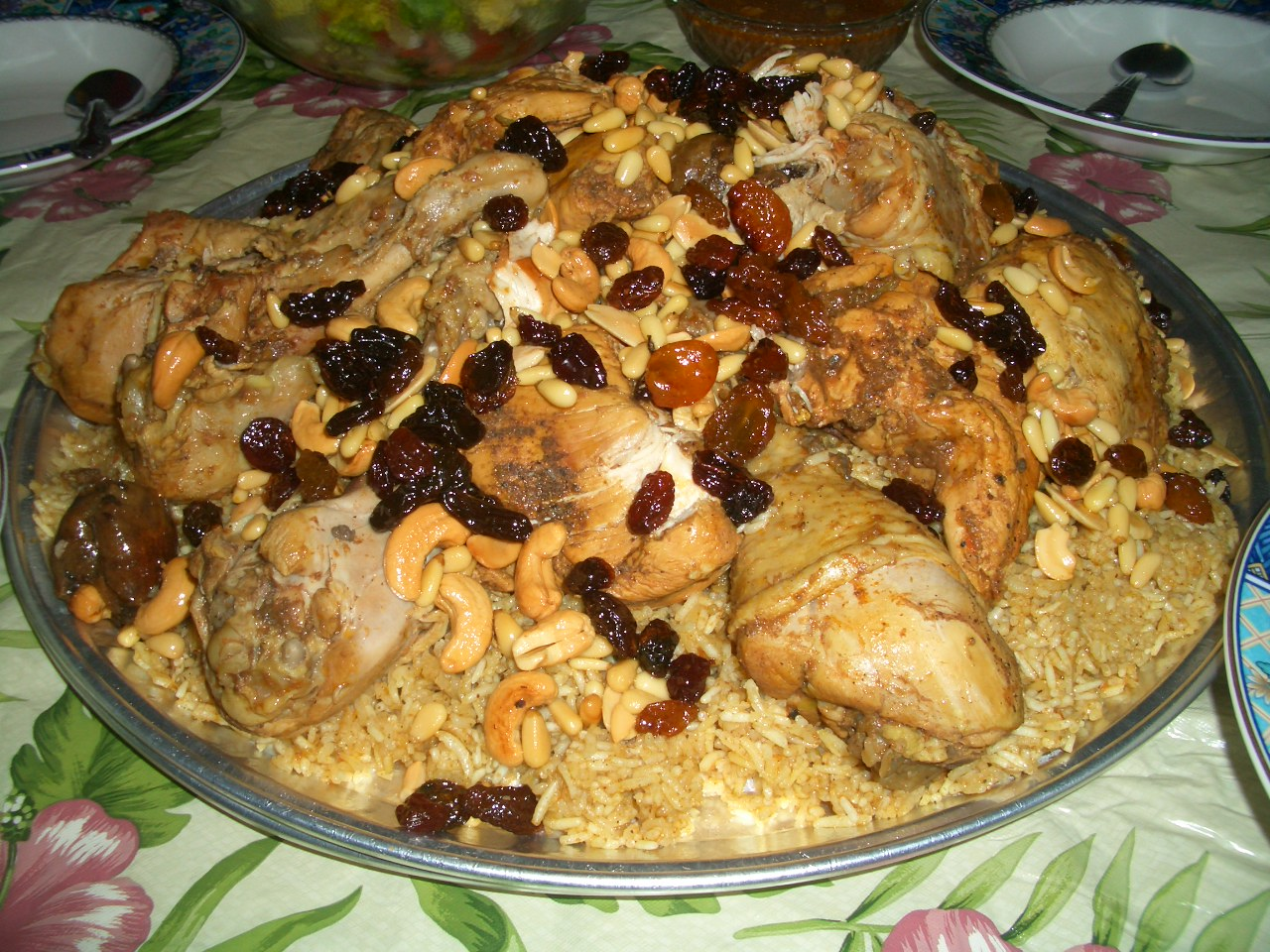
Kabsa كبسة
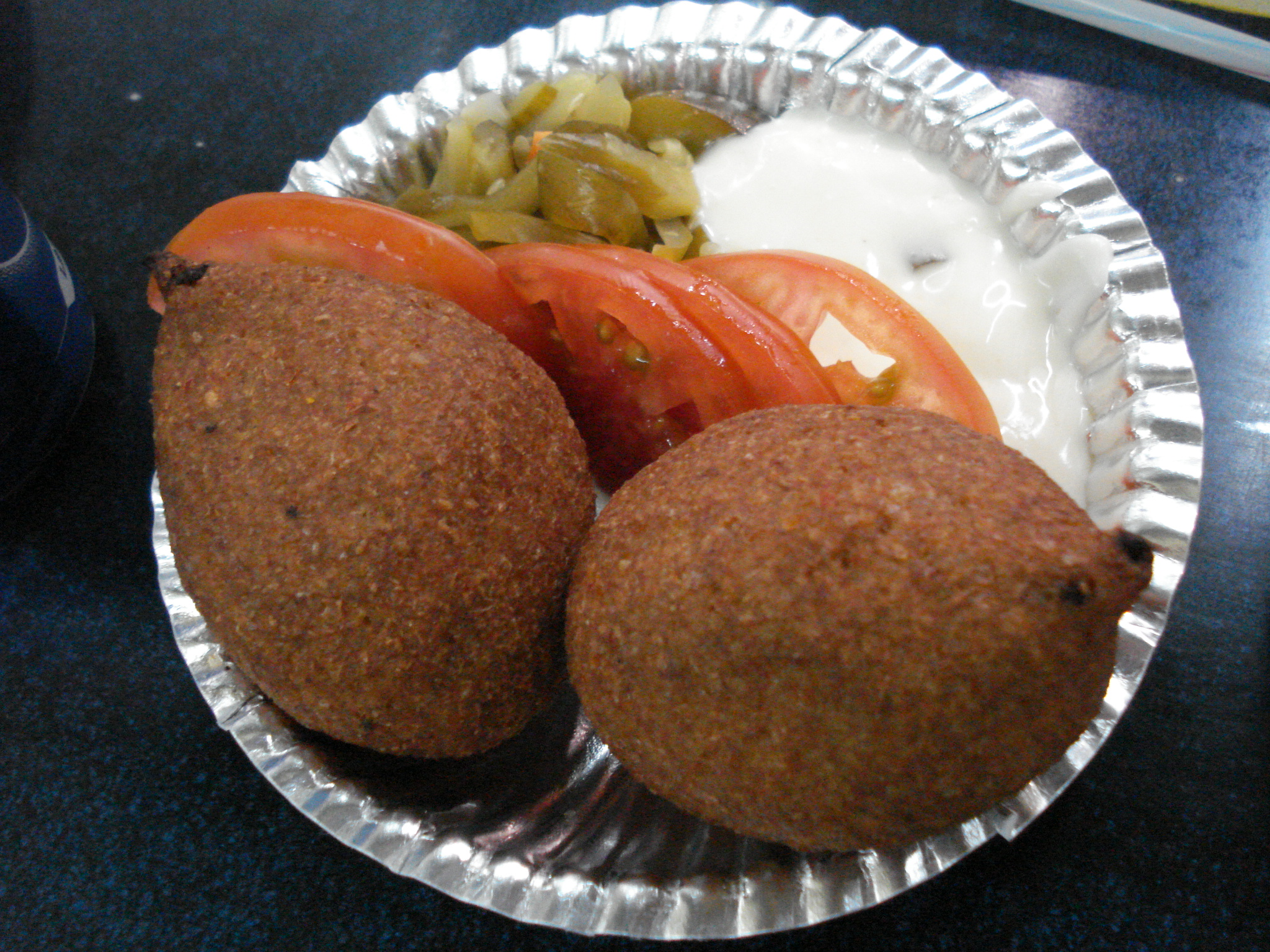
Kebbeh كبة-كبيبة
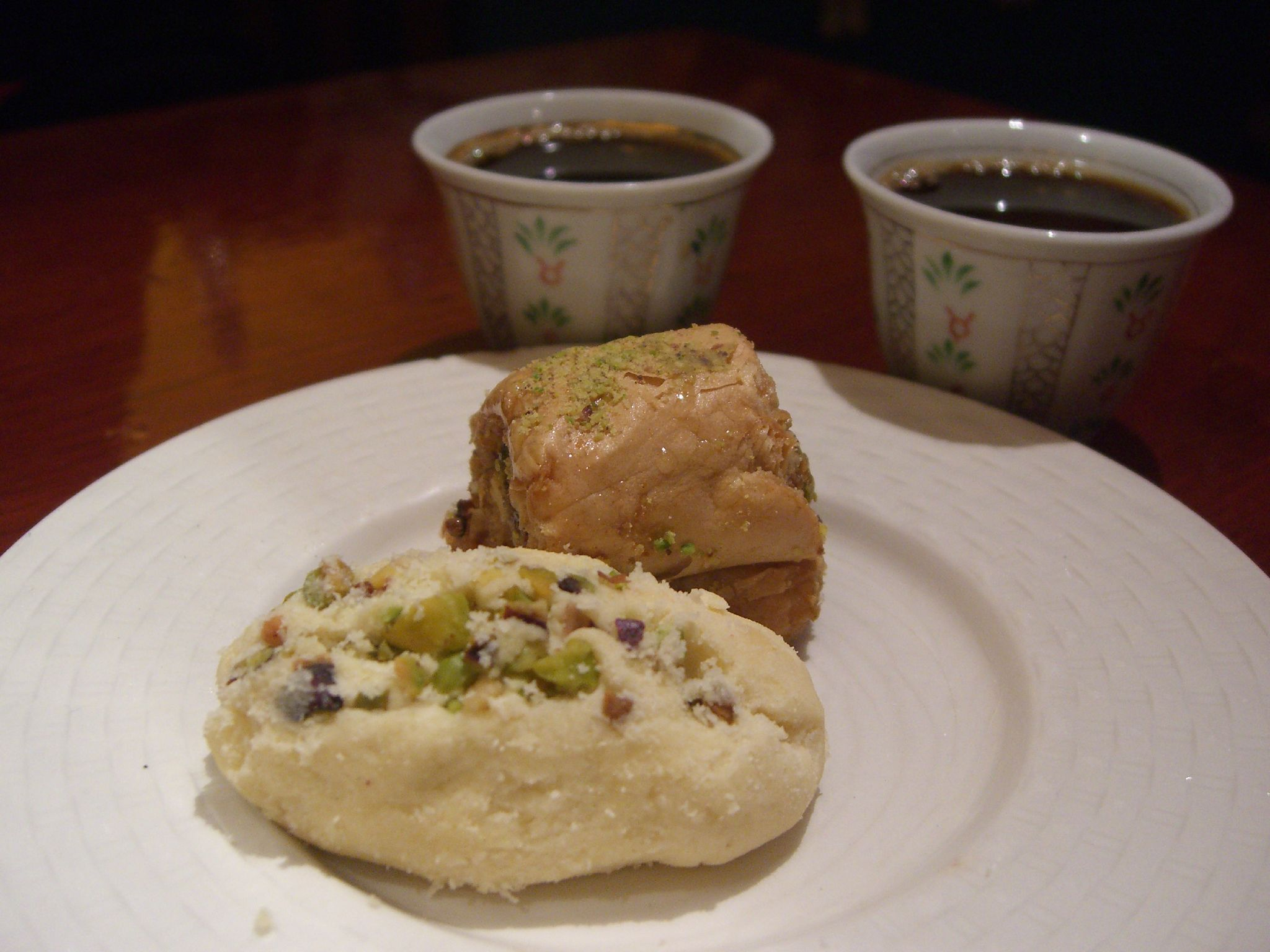
Ma'amoul معمول
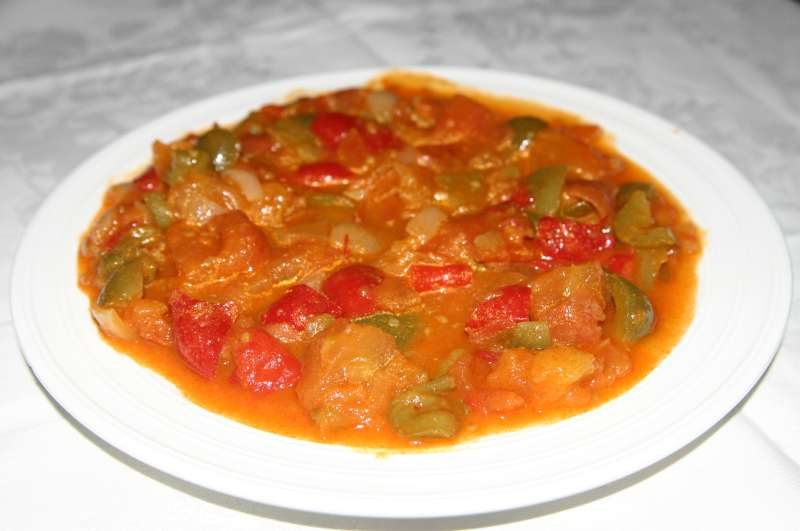
Matboha مطبوخة
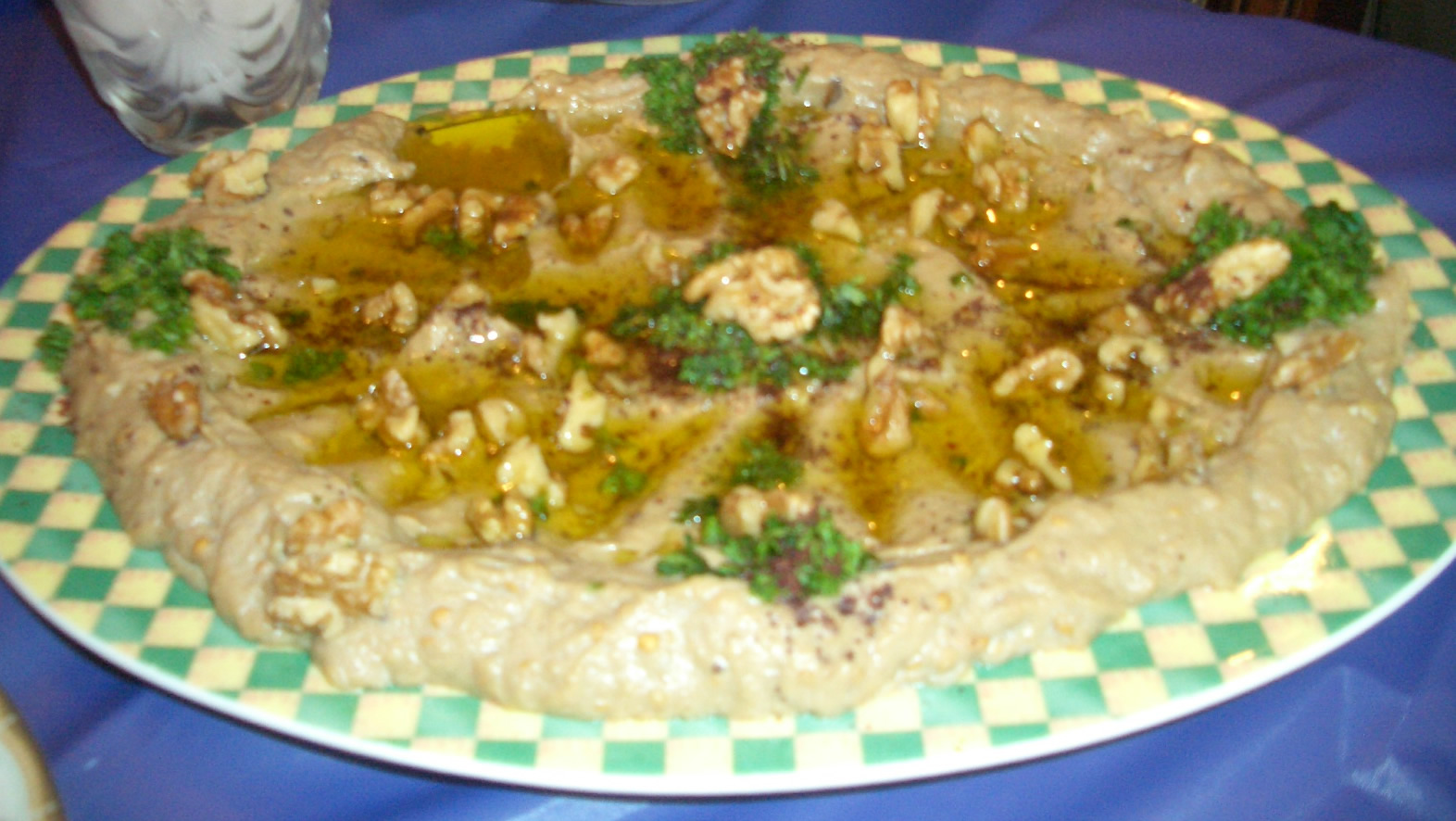
Baba Ghanoush بابا غانوج
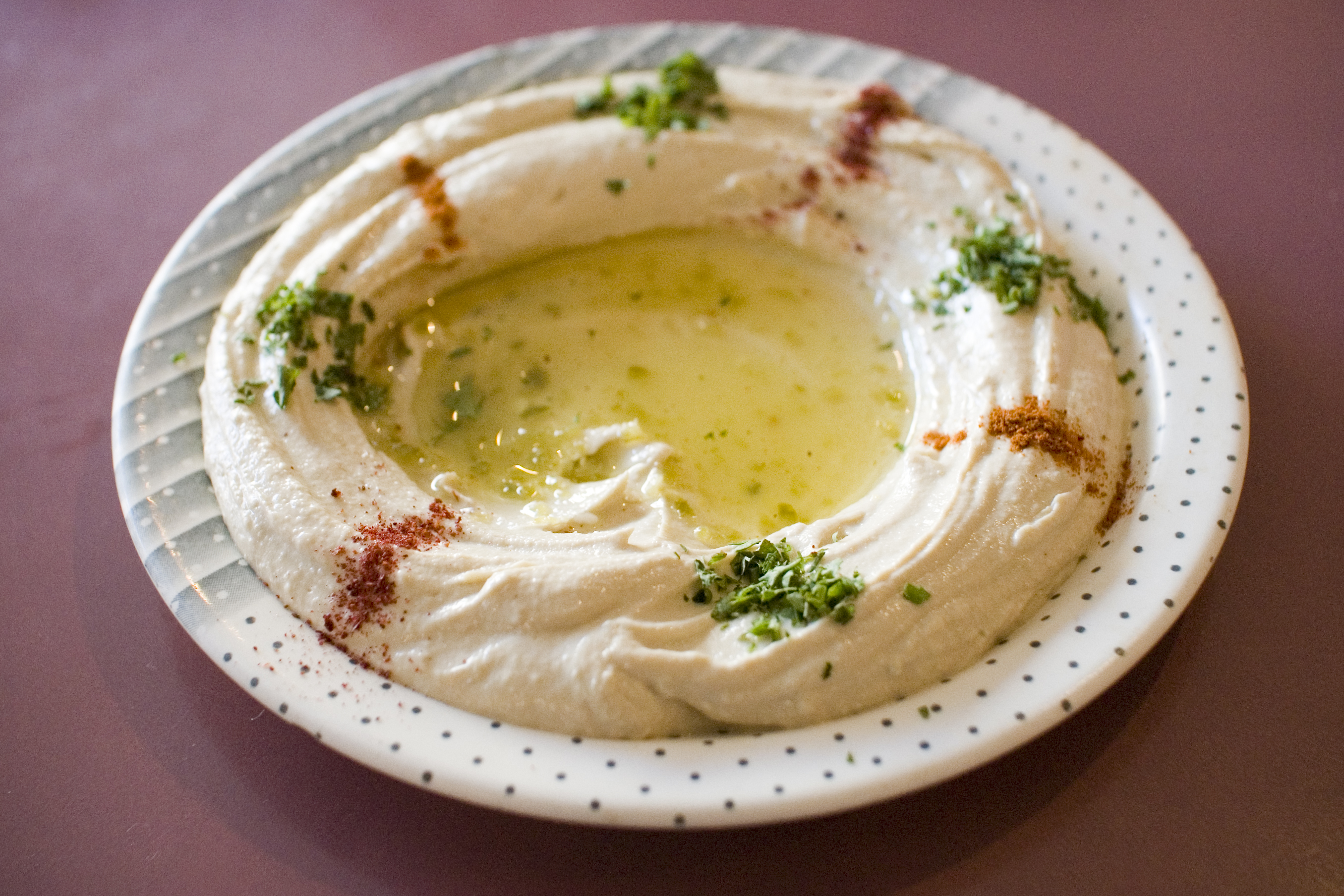
Humus حمصية
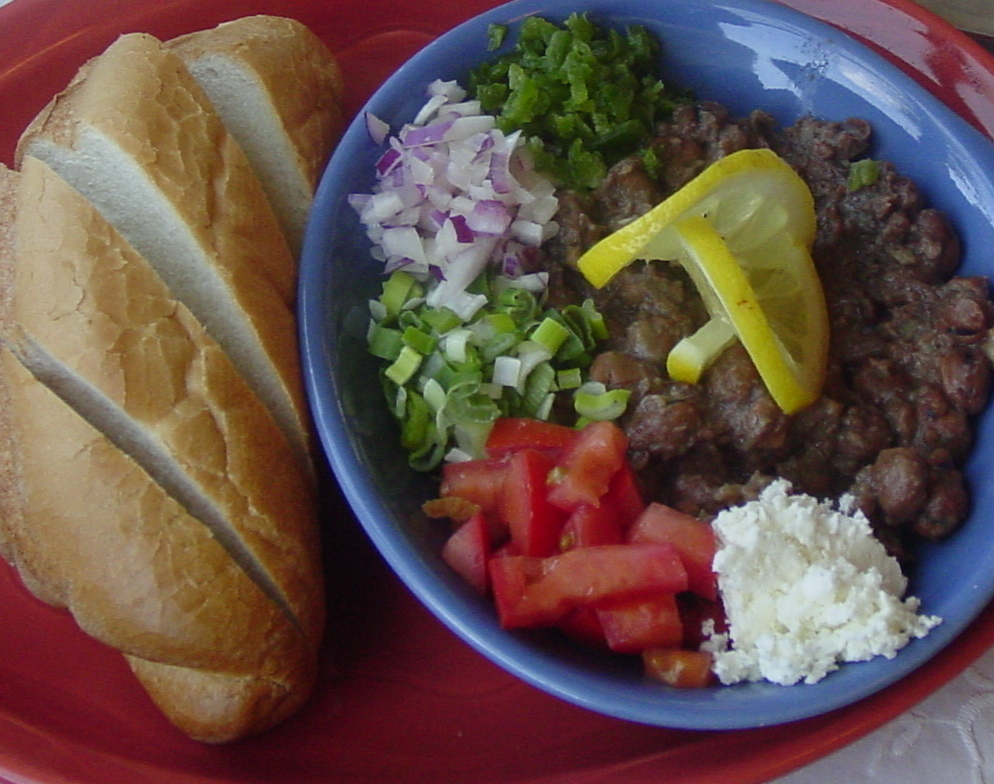
Shahan ful فول شاحن
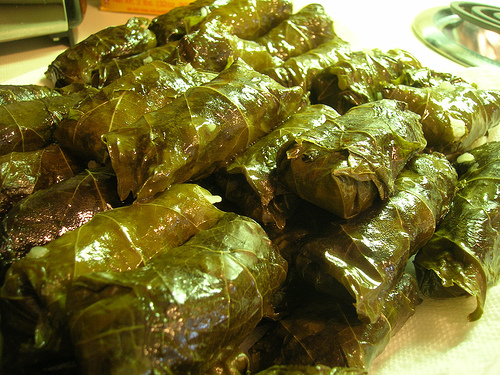
Waraq Enab ورق عنب - ملفوف
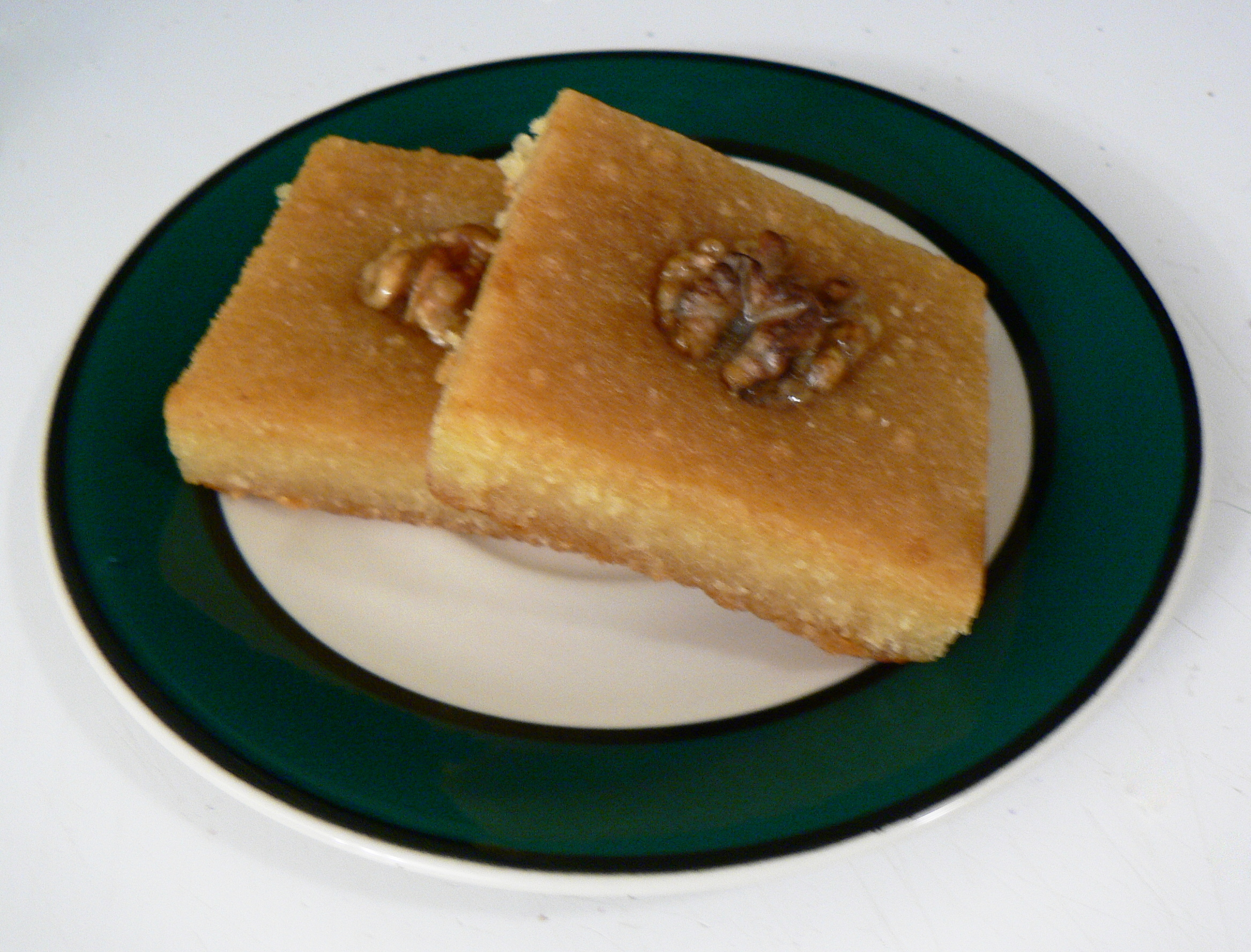
Basbousa بسبوسة
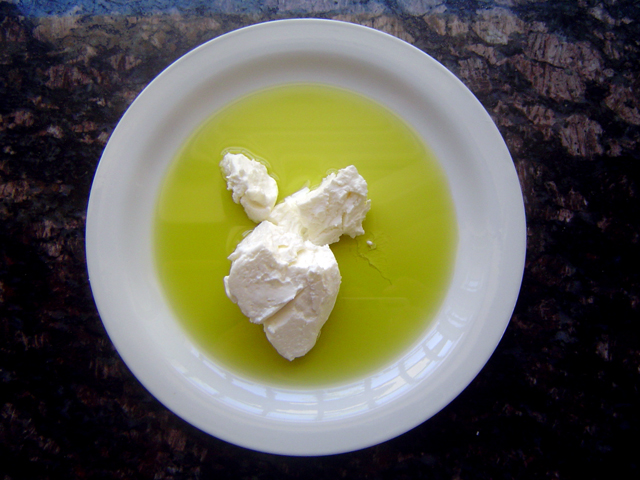
Labneh لبنة
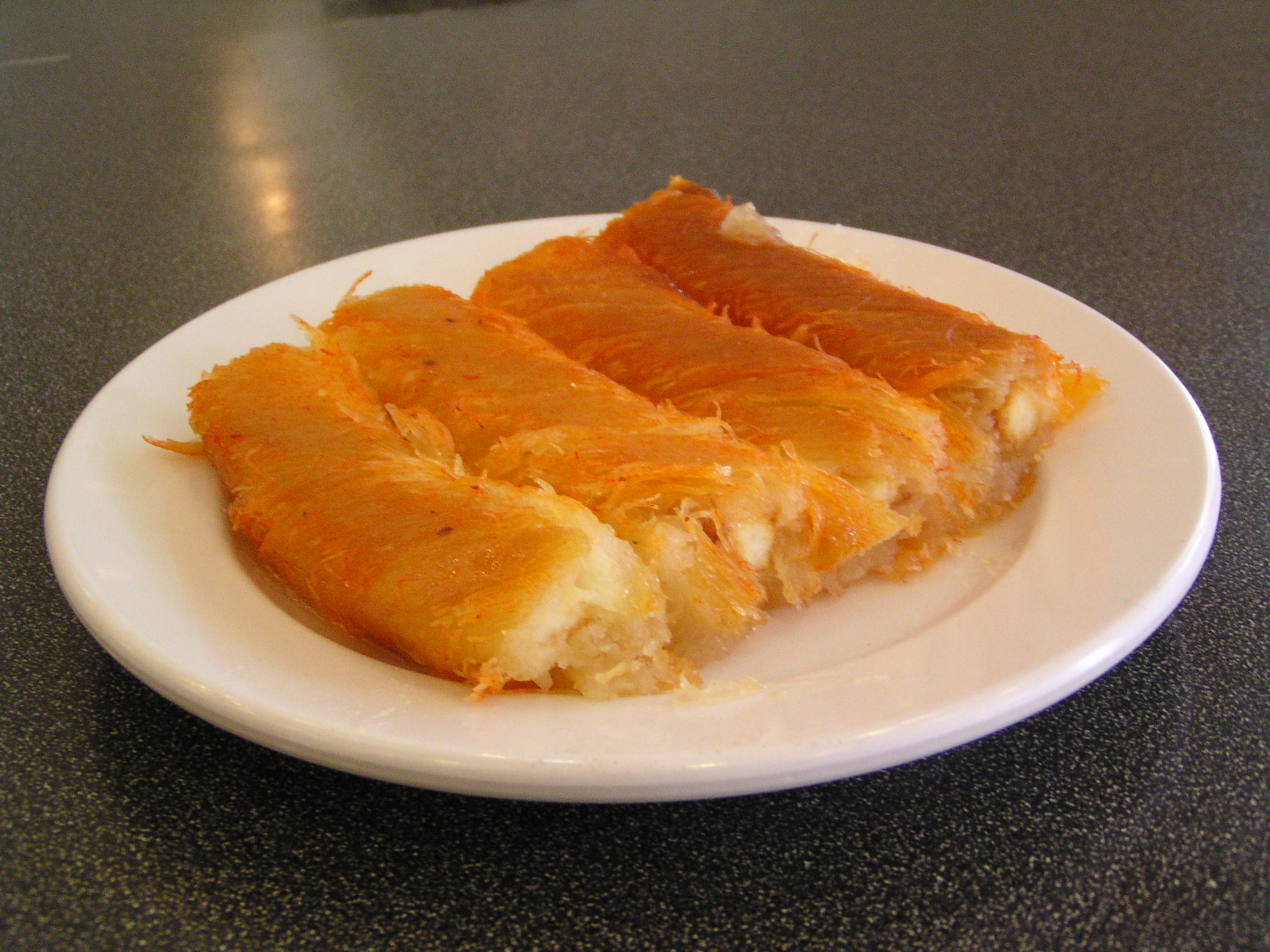
Kanafeh كنافة
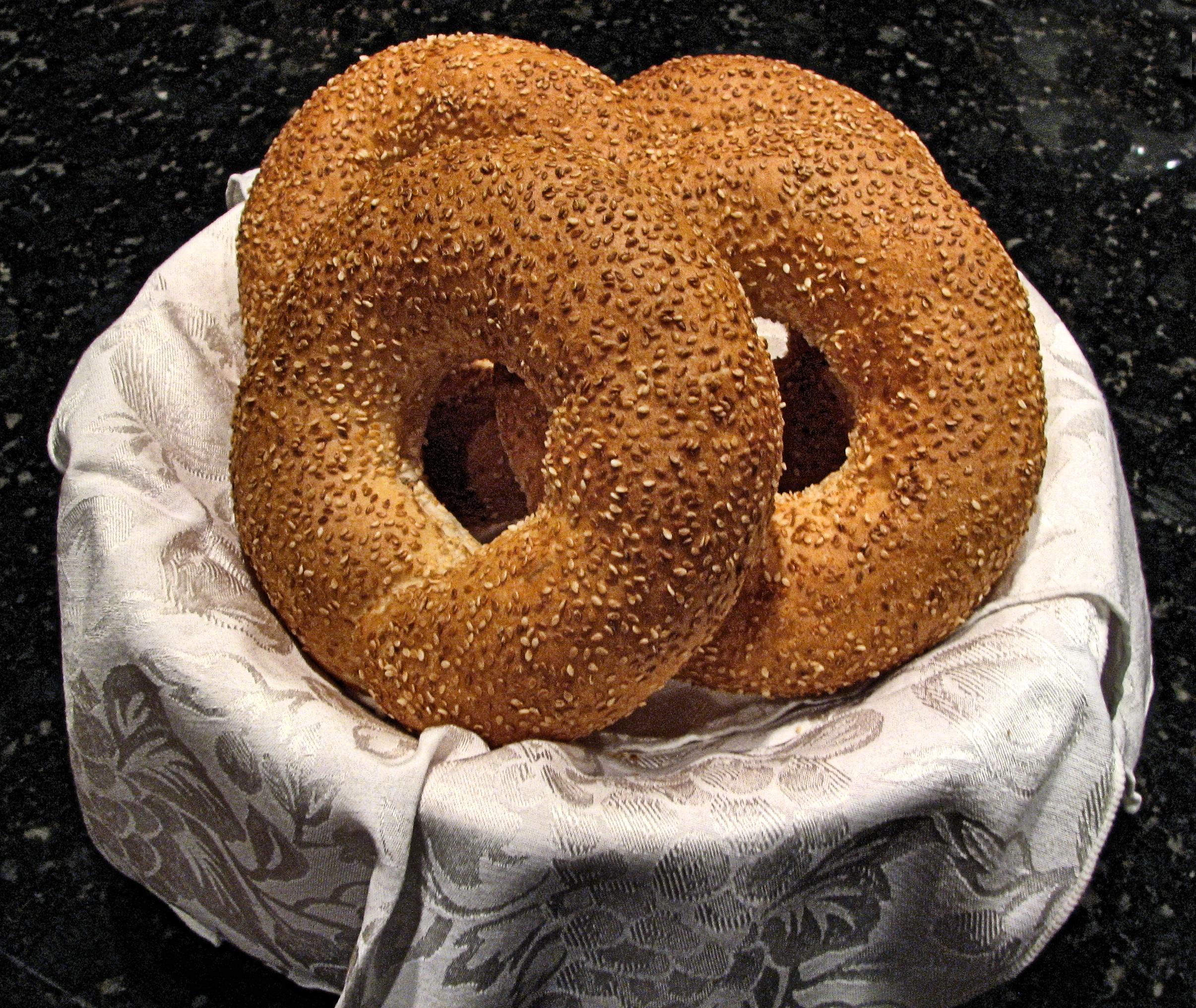
Ka'ak كعك - كحك
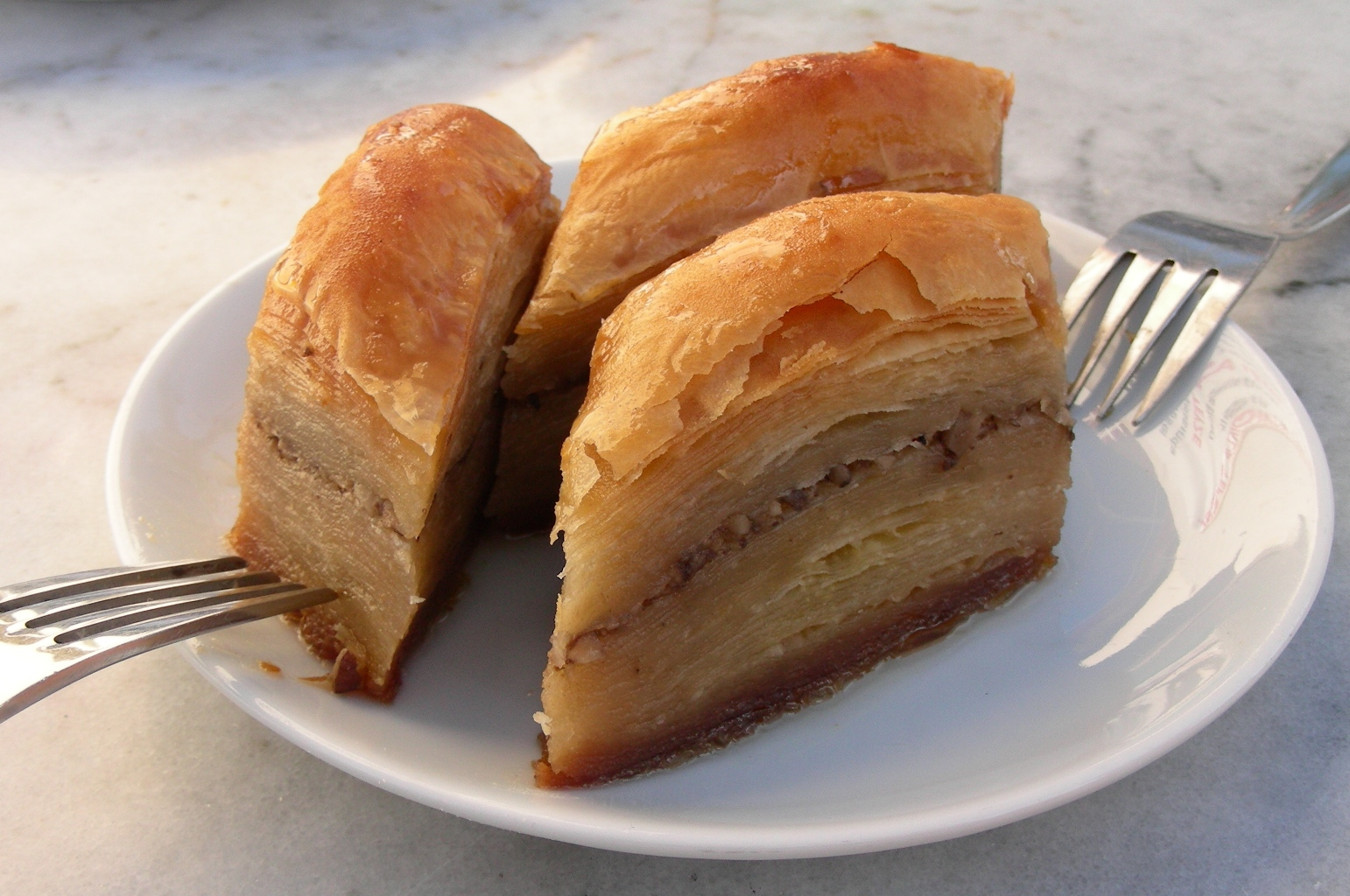
Baklawa بقلاوه
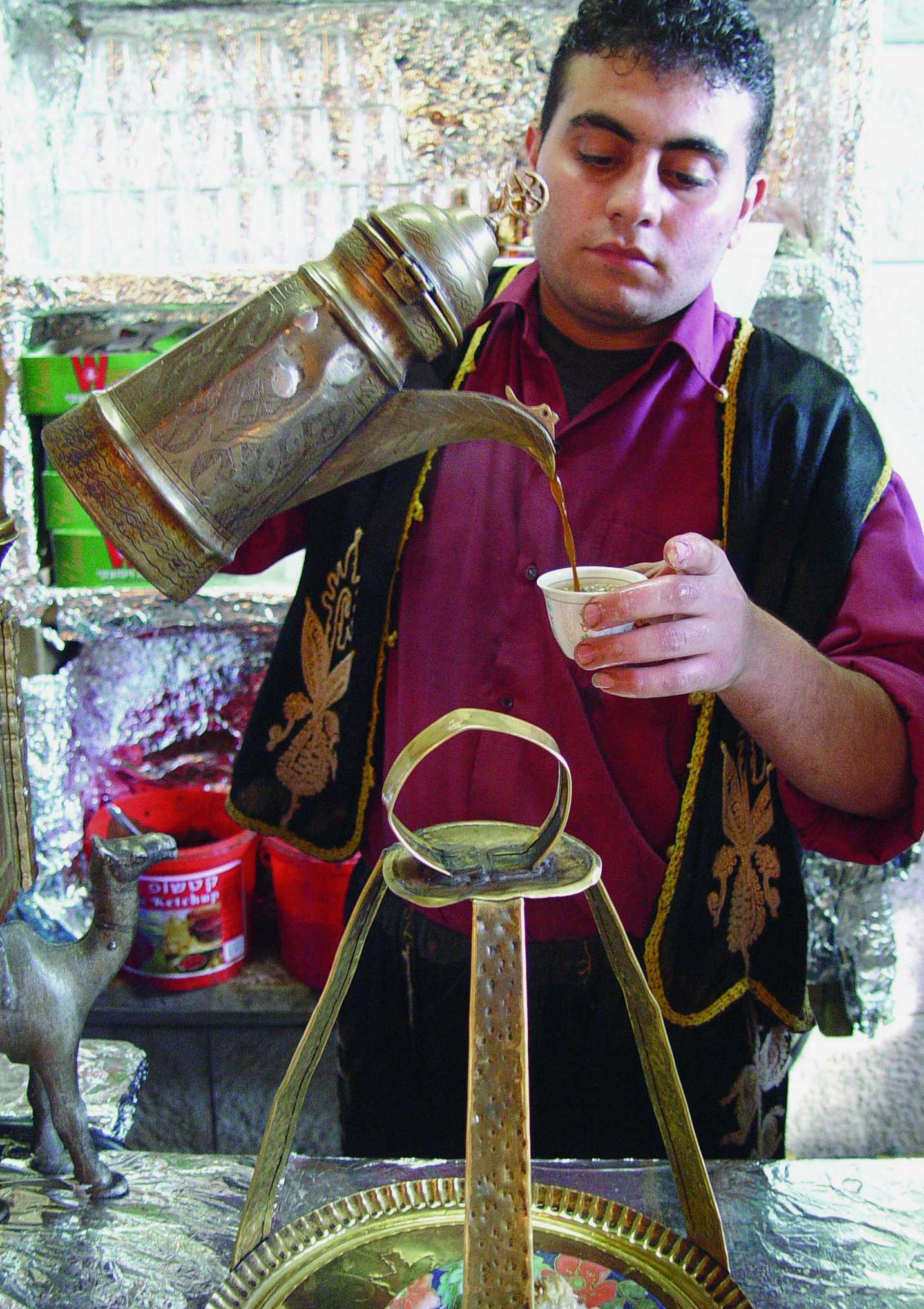
Coffee قهوة
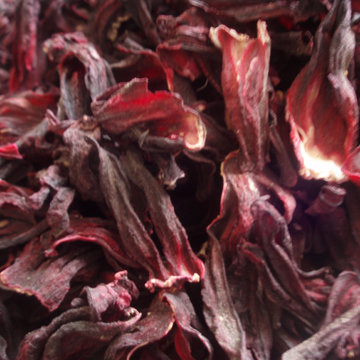
Ceai de hibiscus كركديه - عنآب
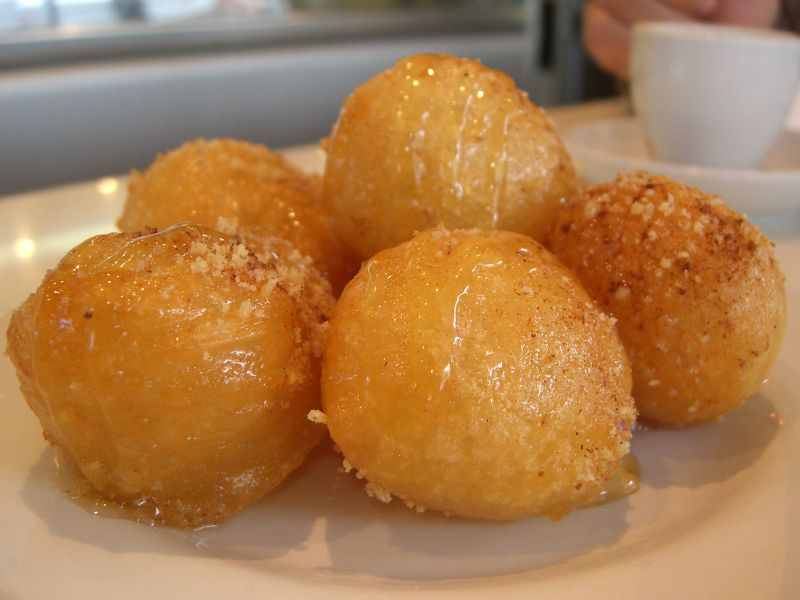
Luqmat al-qadi لفمة الفاضي
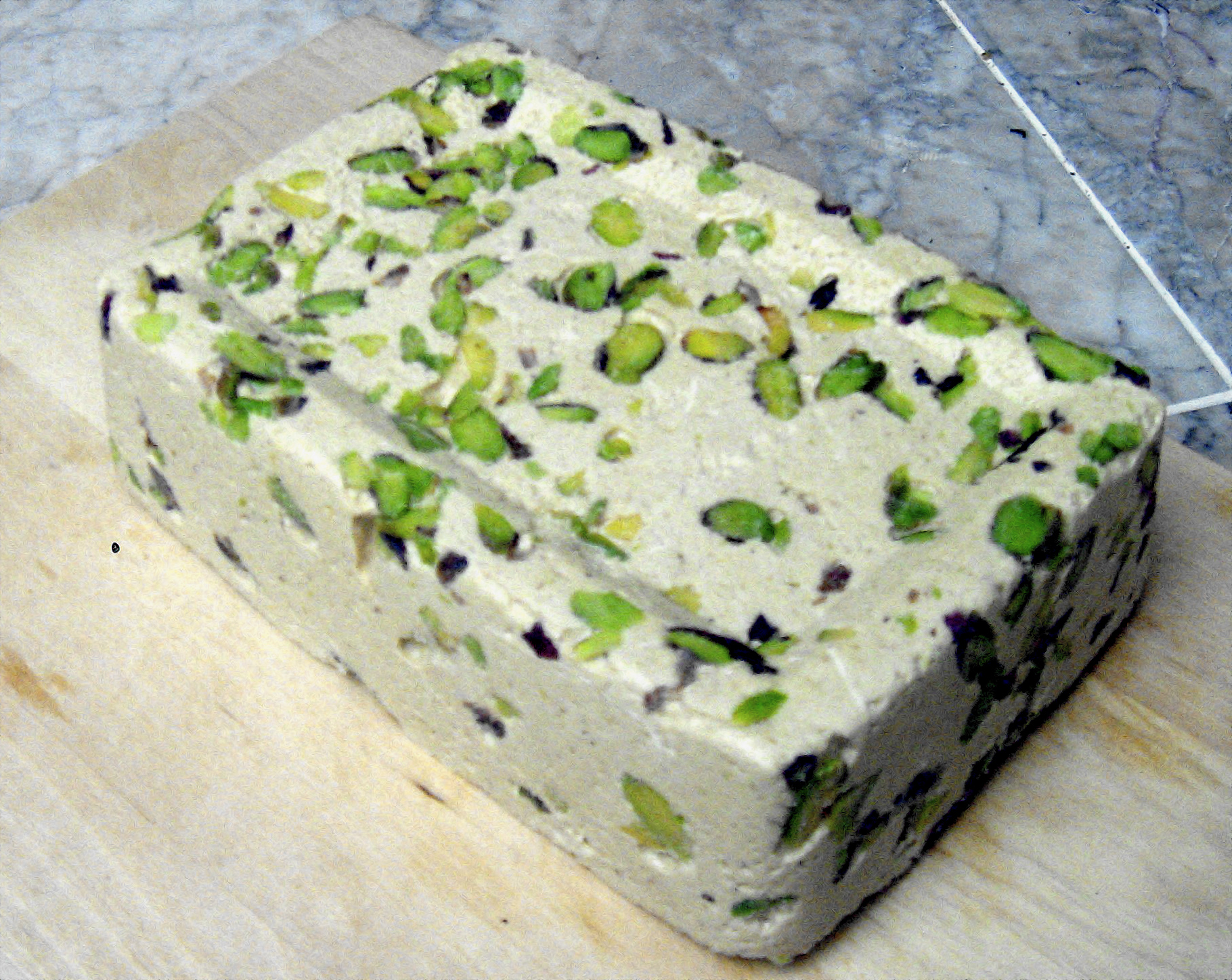
Halva حلاوة
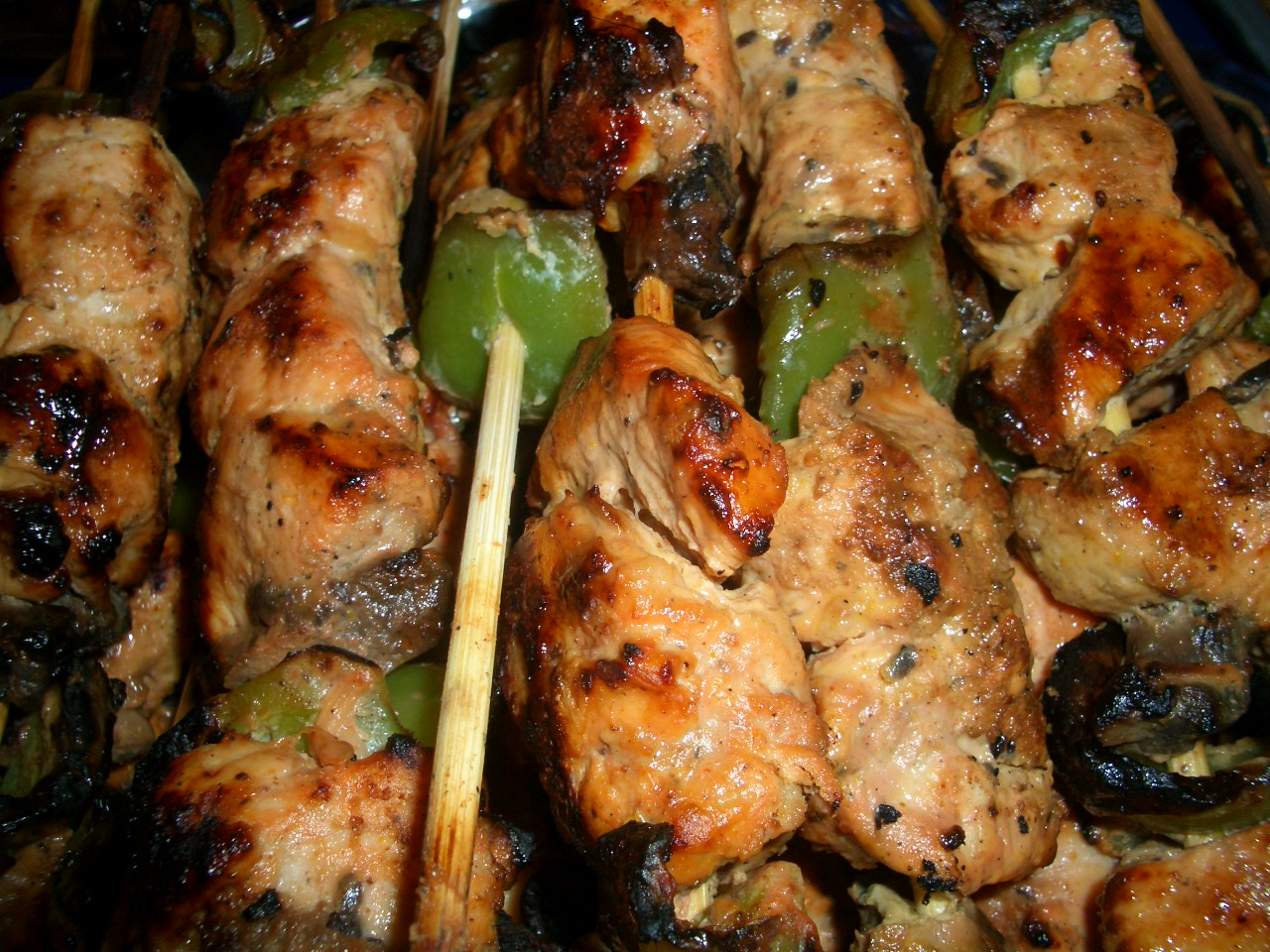
Shish taouk شيش طاوك
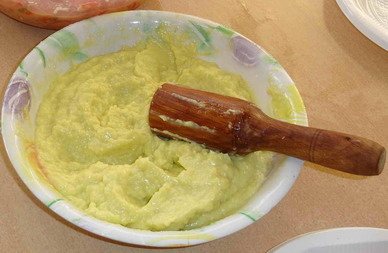
Toum تومية
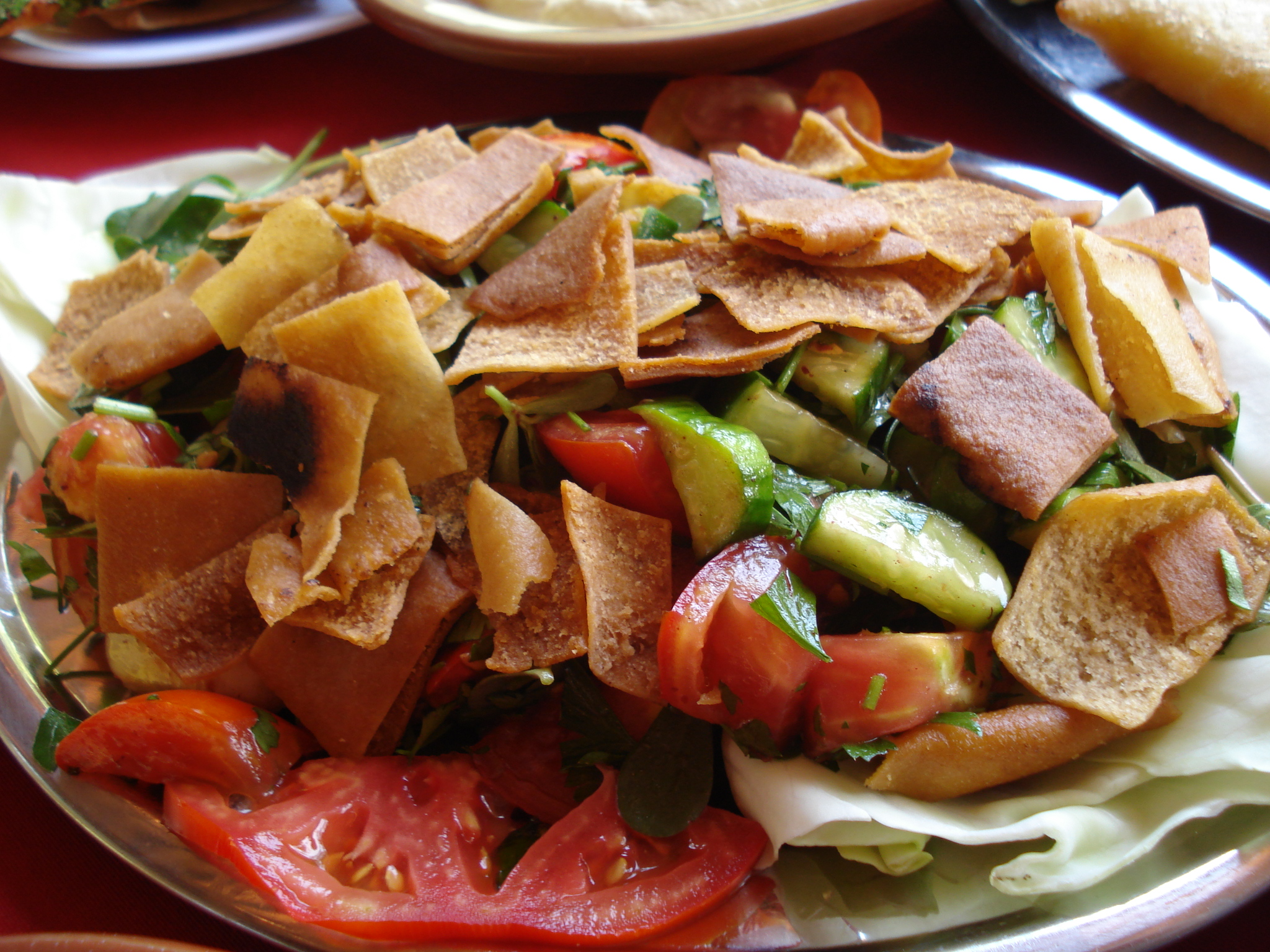
Fattoush فتوش
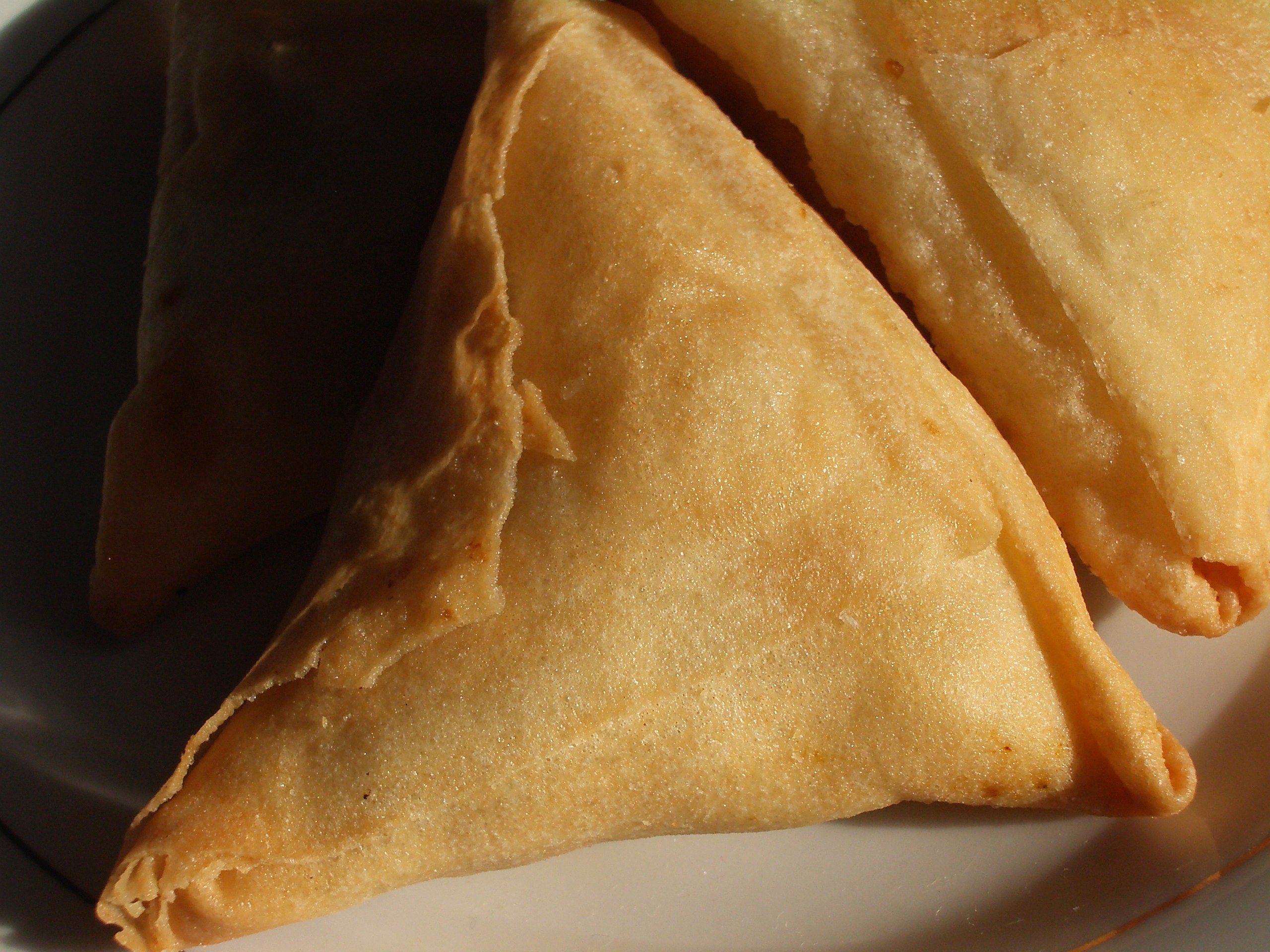
Sambusak سمبوسك
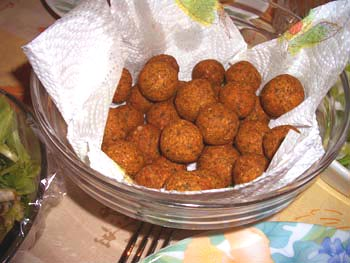
Falafel فلافل - طعمية
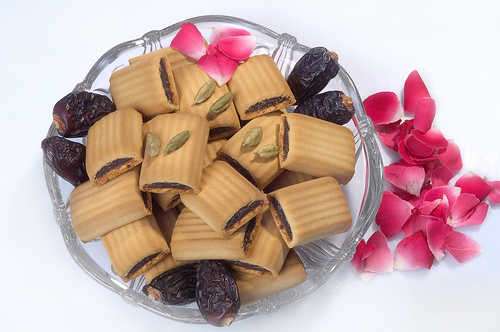
Kleicha الكليجة - كعب الغزال
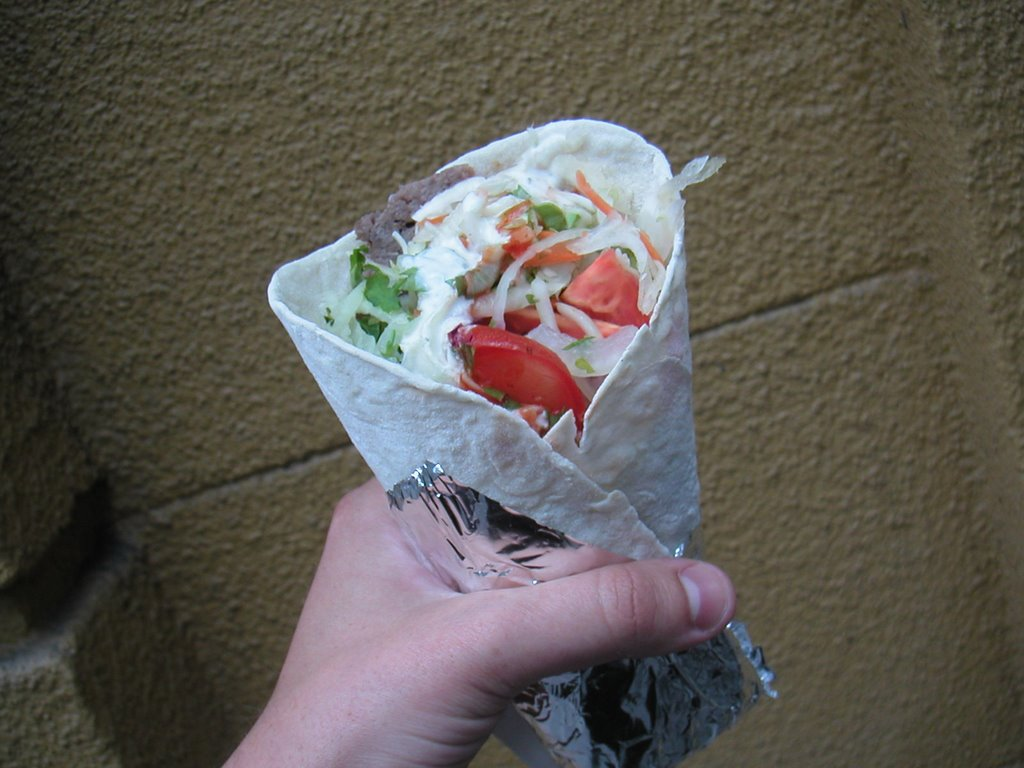
Șaorma
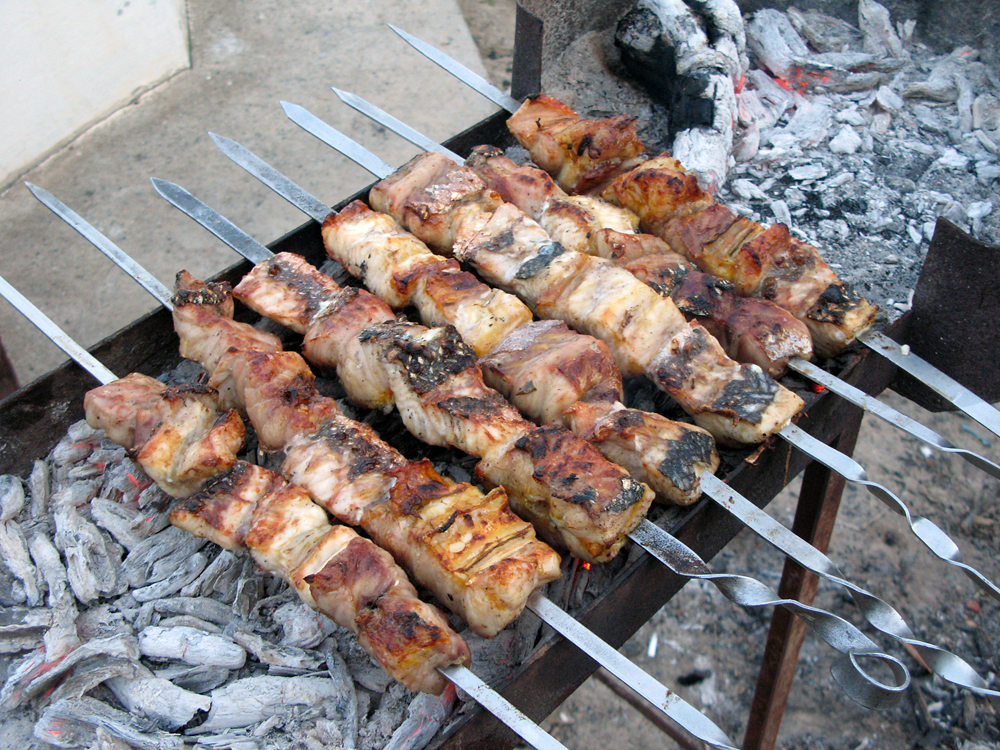
Kebab
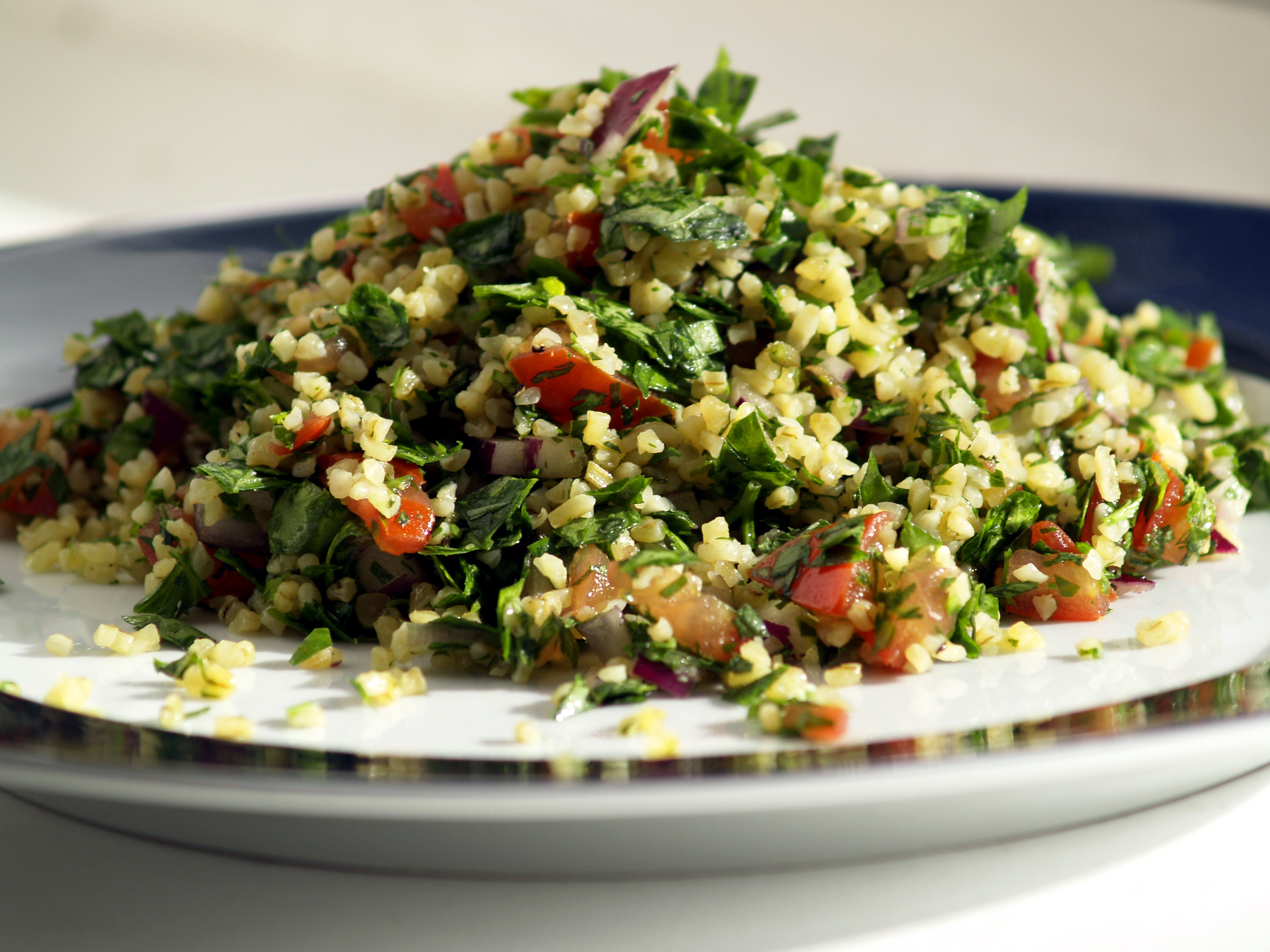
Taboulé
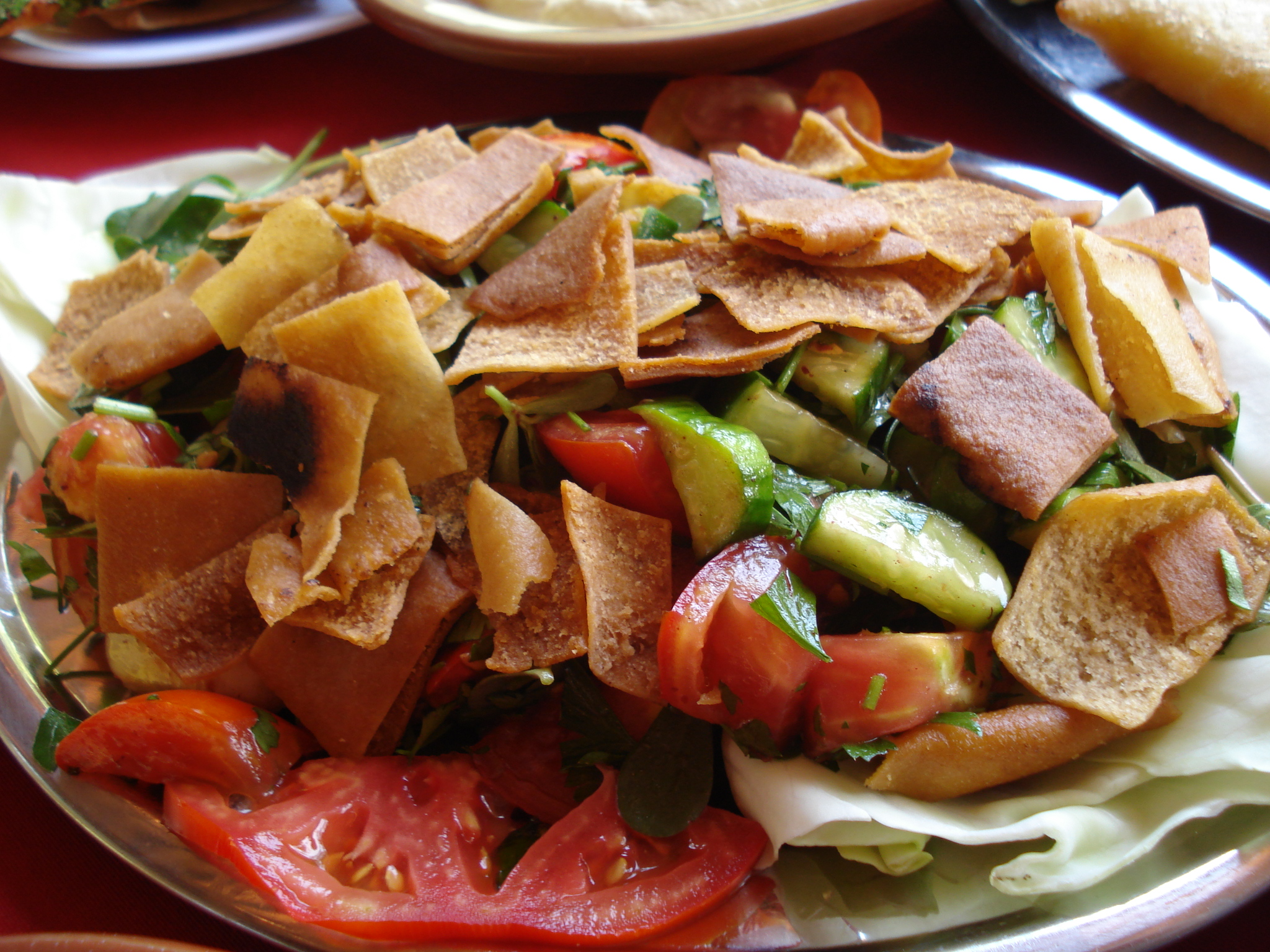
Fatush